# Baelo Claudia

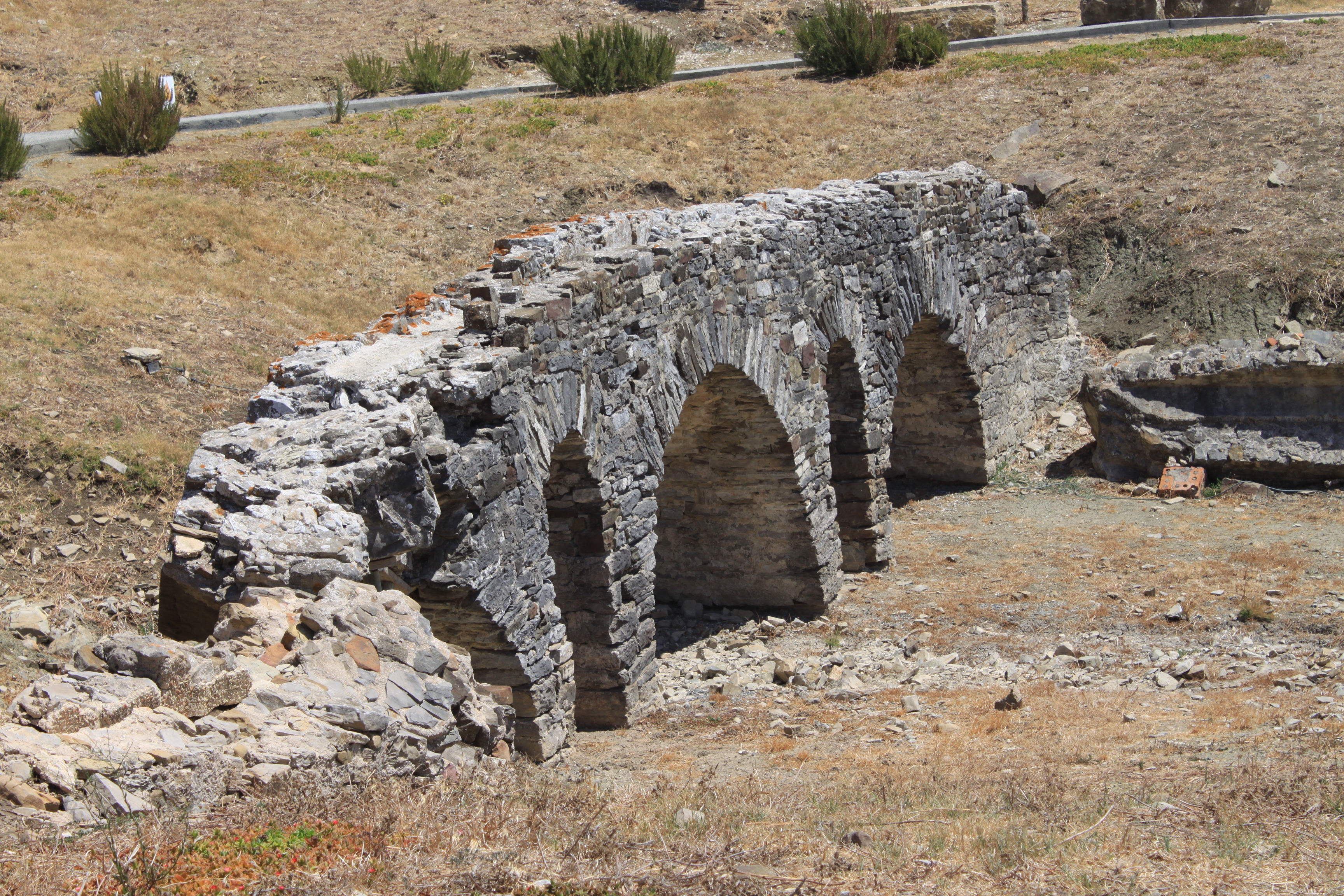
Aquäduktrest

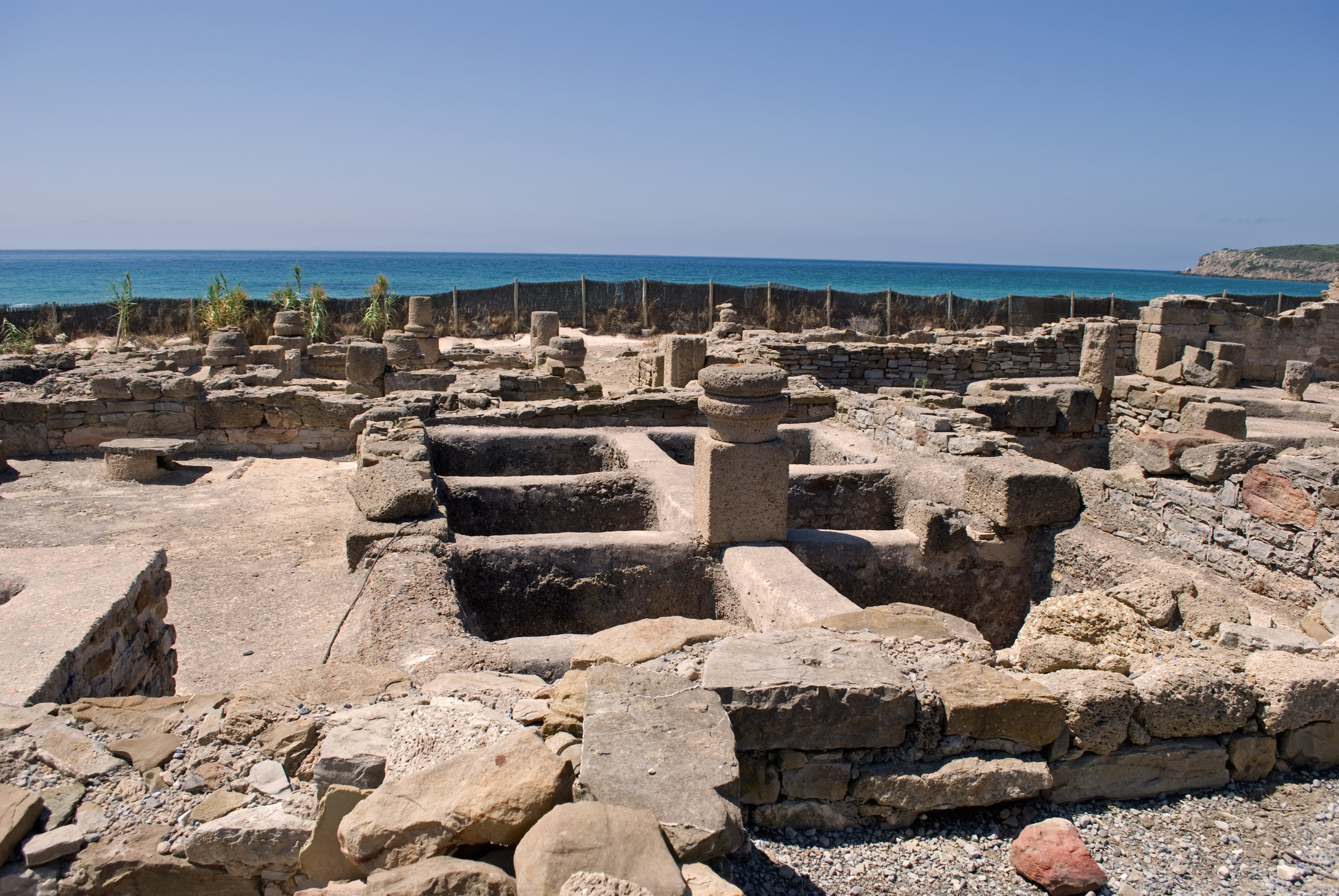
Garum-Produktionsstätte

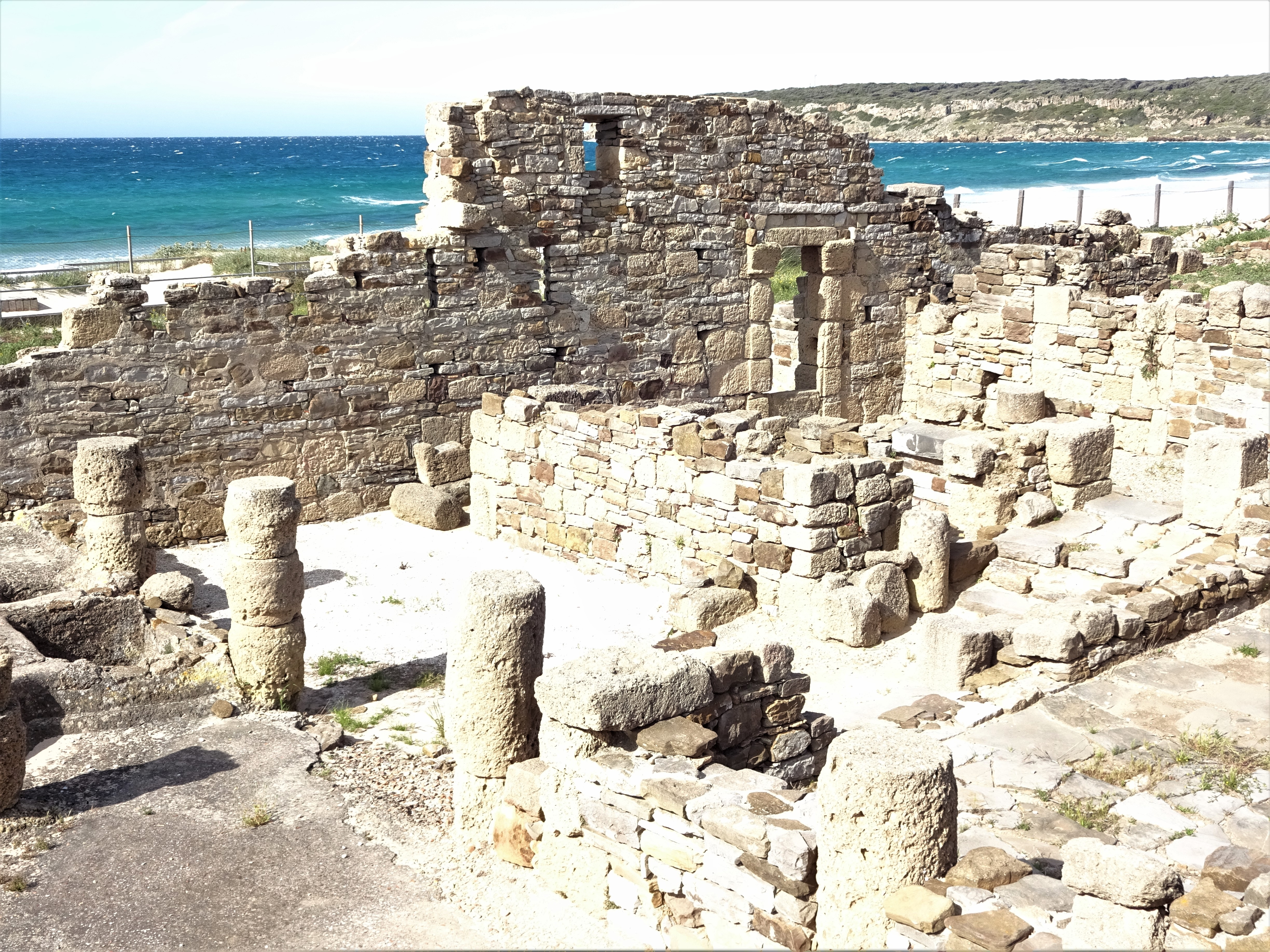
Hafentor neben der Garumfabrik

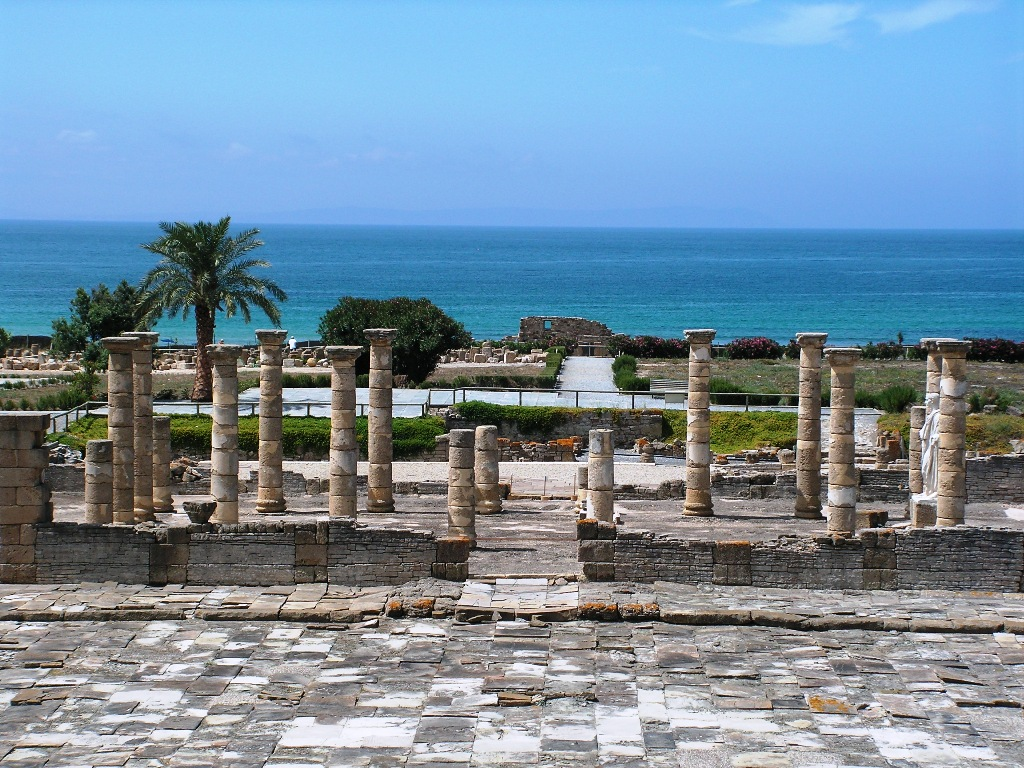
Die Basilika von Baelo Claudia

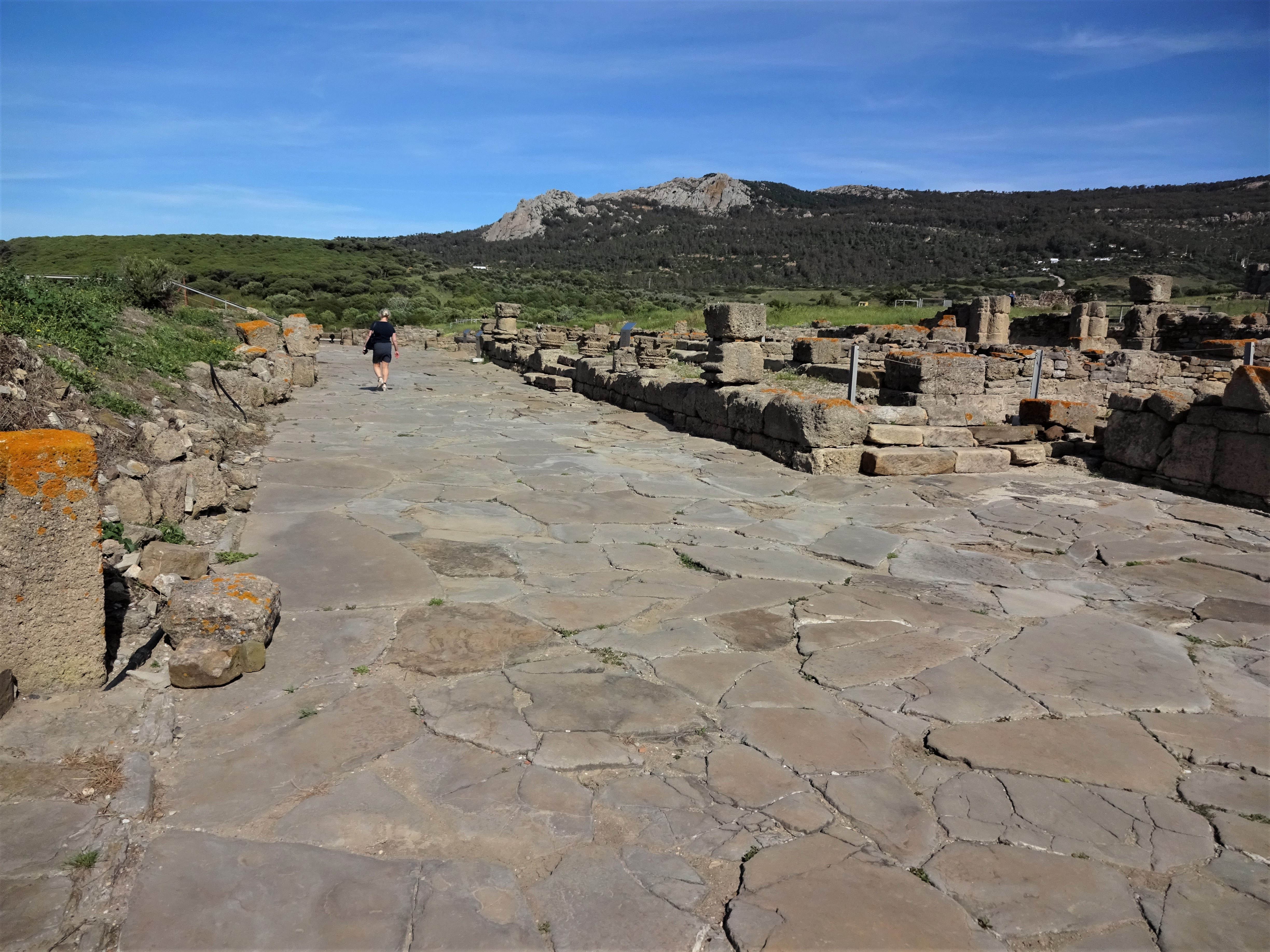
Decumanus maximus zwischen Markthalle und Therme

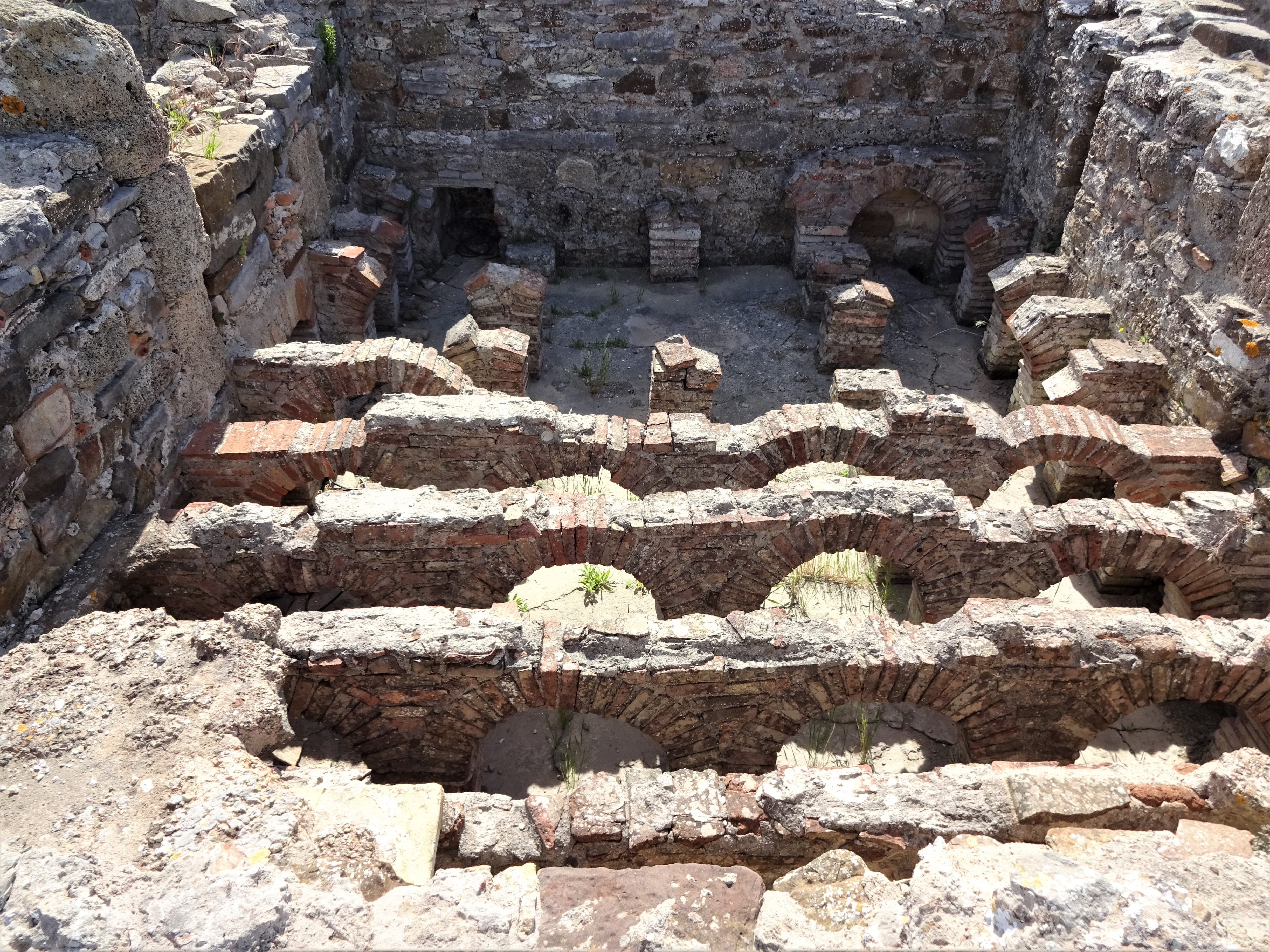
Therme, westlich des Theaters

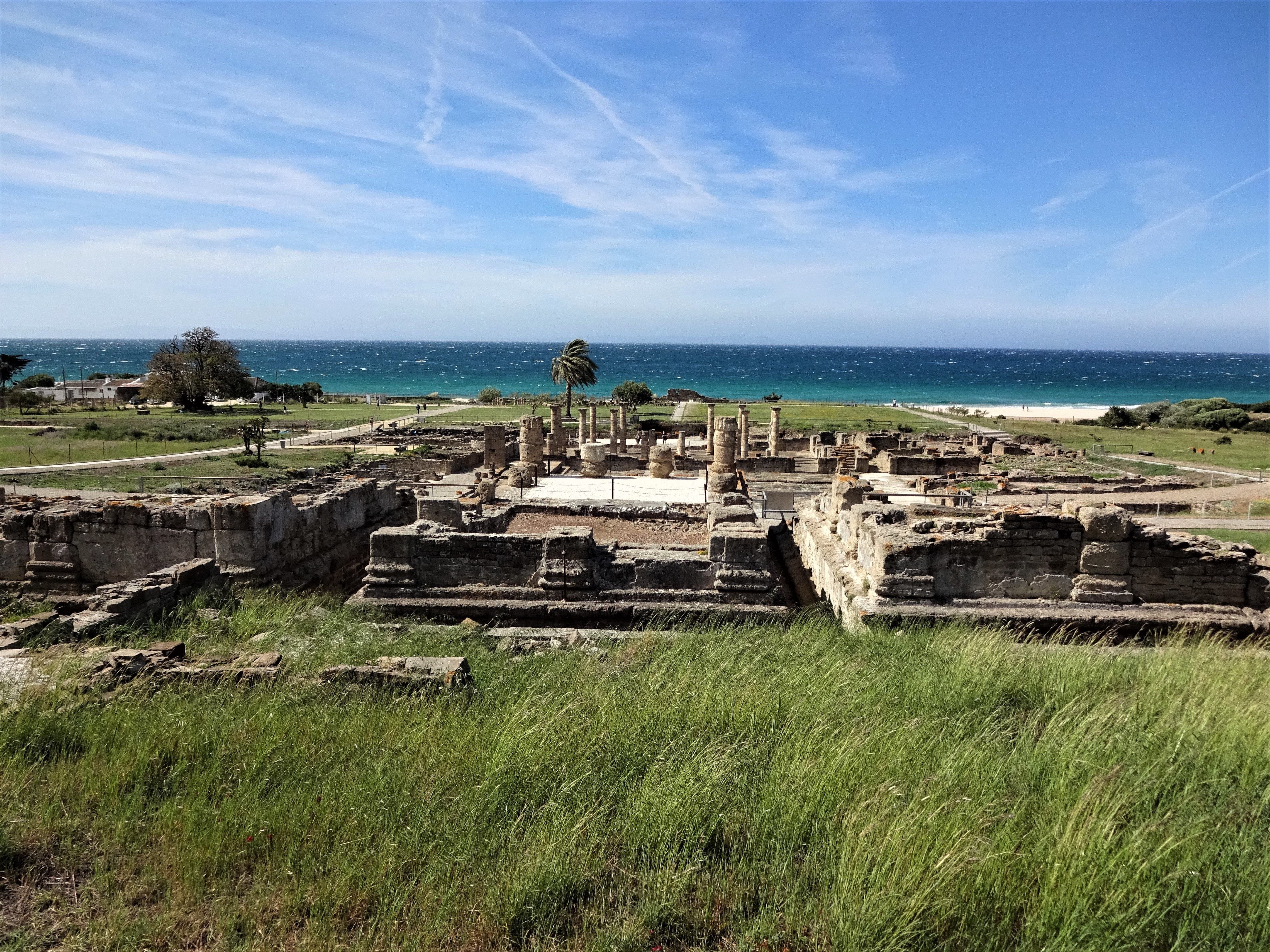
Die drei kapitolinischen Tempel mit der Basilika im Hintergrund

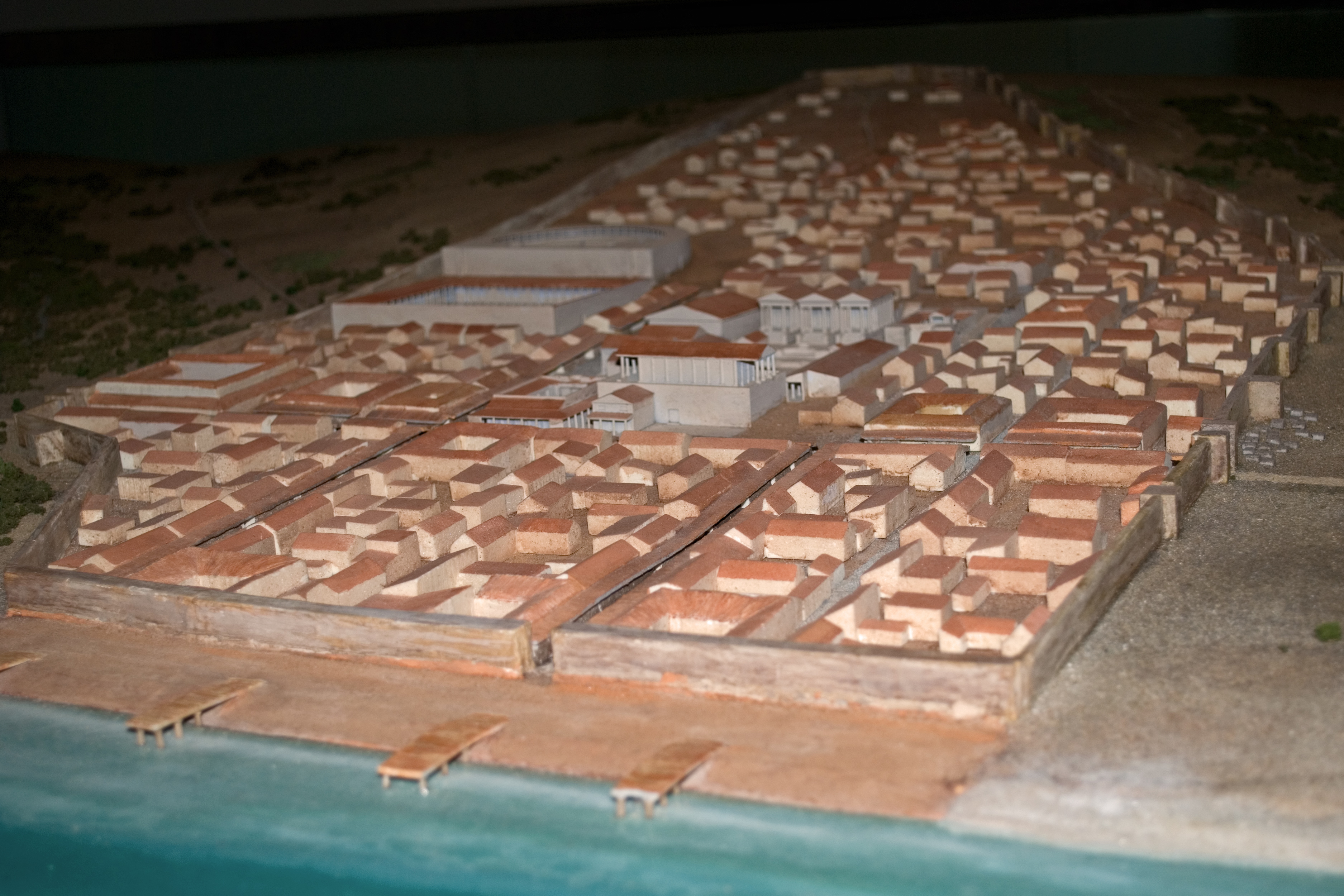
Modell der Stadt, rechts das östliche Stadttor

Baelo Claudia ist eine römische Ruinenstadt und liegt ungefähr 17 Kilometer nordwestlich von Tarifa in Richtung Cádiz am Atlantik, direkt am Playa de Bolonia.
Baelo Claudia wurde etwa im 2. Jahrhundert vor Christus gegründet, erhielt aber erst im 1. Jahrhundert nach Chr. unter Kaiser Claudius den Beinamen Claudia. Die Siedlung entstand als römische Manufakturstadt zur Verarbeitung der Fischfänge, hauptsächlich Thunfisch, und zur Herstellung der begehrten Würzsoße Garum. Von hier aus wurden die Produkte in das gesamte römische Reich, vor allem aber nach Rom exportiert. Ihren Höhepunkt erreichte die Siedlung in den zwei Jahrhunderten nach Christus. Baelo Claudia wurde von den Römern im ausgehenden 6. – beginnenden 7. Jahrhundert wegen Erdbeben und wirtschaftlichen Niederganges verlassen.
Im Jahre 711 begannen die Mauren nahe diesem Ort aus, ihren Eroberungsfeldzug der Iberischen Halbinsel und beherrschten dann etwa 700 Jahre lang teile Andalusiens. Die Grenzen wurden immer wieder verschoben daher viele heutige Namen in Andalusien mit dem Beinamen „de la frontera“ z.b. Vejer de la frontera. 
Zu besichtigen sind heute u. a. die Reste eines der ehedem drei Aquädukte zur Wasserversorgung der Stadt, das gut erhaltene Theater und die ausgedehnte Basilika mit einer Statue des Kaisers Trajan.
Zu den neueren Ausgrabungsergebnissen gehören das östliche Stadttor, eine Badeanlage mit Hypokaustum (Fußbodenheizung) und die Garummanufaktur direkt am Strand.

## Forschung und Öffentlichkeitsarbeit

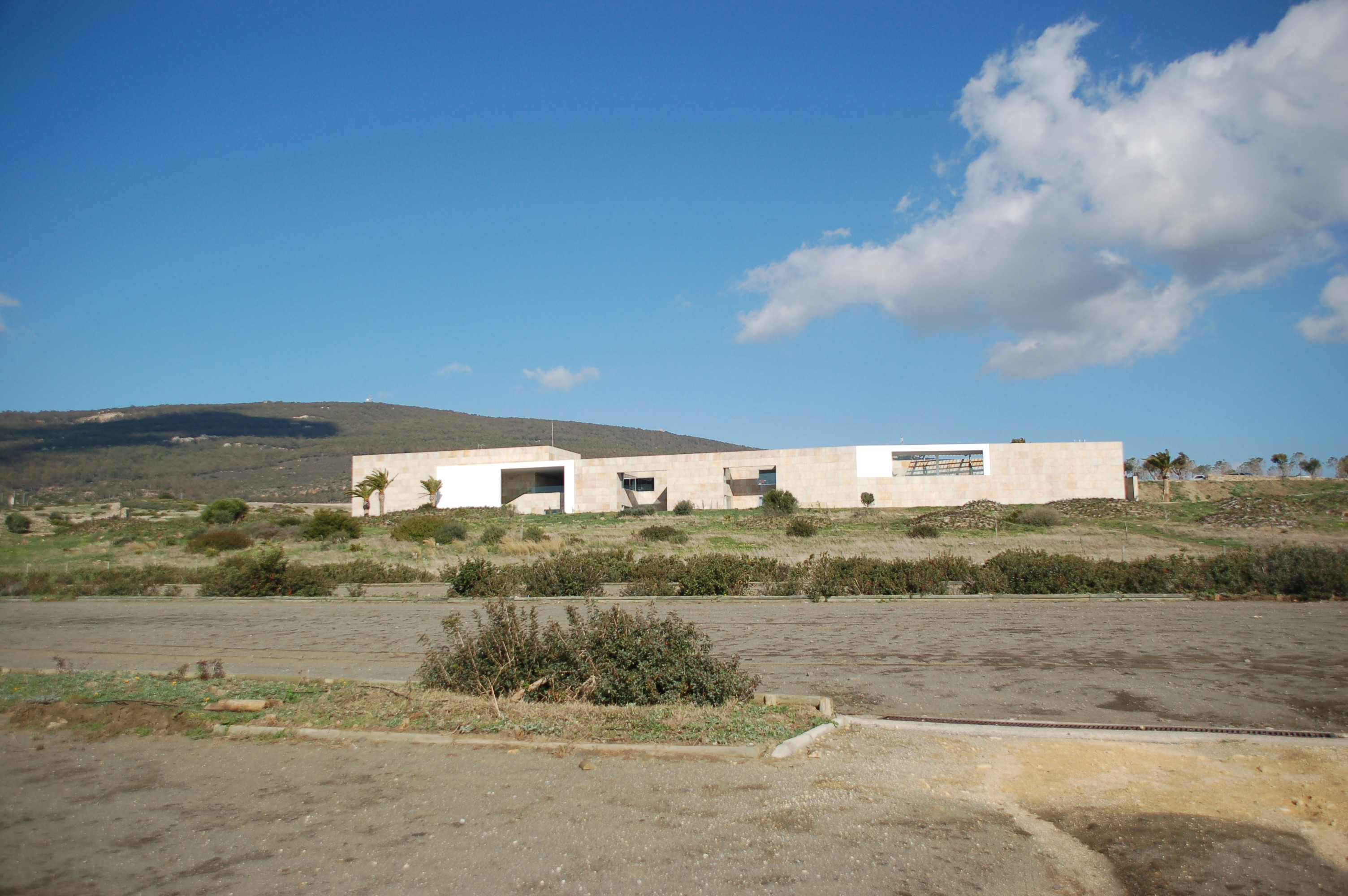
Das Forschungszentrum und Museum von Baelo Claudia

Im Jahr 1990 richtete die Regierung von Andalusien das Archäologische Ensemble von Baelo Claudia (Conjunto Arqueológico de Baelo Claudia) ein, welches seither – neben der Öffentlichkeitsarbeit – mit der Aufgabe betraut ist, die Grabungsstätte dauerhaft zu erhalten und die Forschungsarbeiten weiterzuführen. Im Dezember 2007 wurde neben den Ruinen ein vergleichsweise großzügiges Forschungszentrum und Museum – entworfen vom andalusischen Architekten Guillermo Vázquez Consuegra – eröffnet. Ausstellungen informieren über die Grabungen und präsentieren Artefakte, die in den Ruinen gefunden wurden, soweit sie sich nicht in das Museum von Cadiz oder das Archäologische Museum von Madrid verbracht wurden. Internationale Archäologenteams können in Baelo Claudia die Ausgrabungsergebnisse untersuchen.
Da das Grabungsprojekt unter anderem von der EU subventioniert wird, haben EU-Bürger freien Eintritt in das Museum und zu den Grabungsflächen (auf markierten Wegen); der Eintritt kostet ansonsten 1,50 EU (Stand August 2011).

## Rundgang
Nachdem man den Eingang beim Museum passiert hat, beginnt ein 23 Stationen umfassender Rundgang im Freigelände:
- 1: Aquädukt
- 2 und 3: östliche Stadtmauer
- 4: östliches Stadttor
- 5: Fischfabriken für Garum und Wohnviertel
- 6: Markthalle
- 7: südlicher Vorplatz
- 8: Forum
- 9: Basilika
- 10: Tabularium (Archiv)
- 11: Abstimmungssaal
- 12: Kurie
- 13: Schule
- 14: Tabernae (Geschäfte)
- 15: Verwaltungsgebäude
- 16: Decumanus Maximus (Hauptstraße)
- 17: westliches Stadttor
- 18: Therme
- 19: Theater
- 20: Tempel für Minerva, Iuppiter und Iuno
- 21: Isistempel
- 22: Aussichtspunkt
- 23: Ausgangstor